# سیارک ۲۰۴۸۲
سیارک ۲۰۴۸۲ (به انگلیسی: 20482 Dustinshea، نامگذاری:1999NH40) بیست هزار و چهارصد و هشتاد و دومین سیارک کشف شده‌است که در ۱۴ ژوئیه ۱۹۹۹ کشف شد.
قدر مطلق سیارک برابر ۱۱.۷ است.